# Мария Мия
Мария Мия (на английски: Maria Mia) е германска порнографска актриса, родена на 25 септември 1980 г. в Берлин, Германия.

## Награди
Носителка на награди
- 2006: E-Line награда за най-добра германска порноактриса.
- 2009: Erotixxx награда за най-добра Cross Over звезда.
- 2010: Erotixxx награда за най-добър акт на живо.[3]
- 2011: Venus награда за най-добро еротично забавление.